# Oco (Navarra)
Oco (baskisch Oko) ist ein nordspanisches Dorf und eine Gemeinde (municipio) mit 63 Einwohnern (Stand: 2024) im Süden der Autonomen Gemeinschaft Navarra.

## Lage und Klima
Oco liegt gut 55 km (Fahrtstrecke) westsüdwestlich von Pamplona bzw. ca. 36 km nordöstlich von Logroño in einer Höhe von ca. 505 m. Der Fluss Ega begrenzt die Gemeinden im äußersten Norden. Das Klima ist gemäßigt bis warm; Regen fällt überwiegend im Winterhalbjahr.

## Bevölkerungsentwicklung
| Jahr      | 1970 | 1981 | 1991 | 2001 | 2011 | 2021 |
| Einwohner | 120  | 103  | 95   | 87   | 73   | 74   |

## Sehenswürdigkeiten

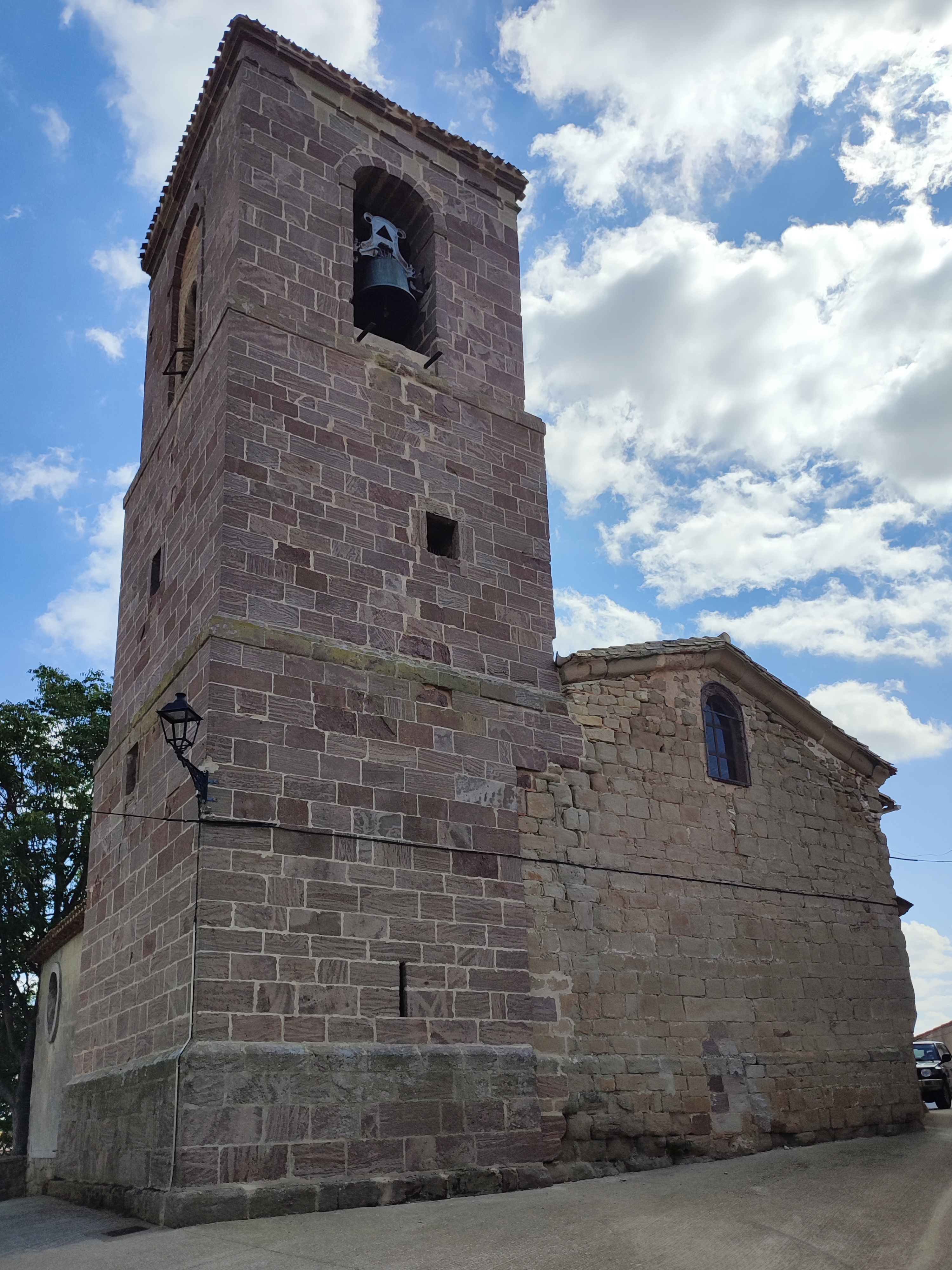
Milanuskirche

- Milanuskirche